# Qinnasrin
Qinnasrin (siríac: ܩܢܫܪܝܢ; àrab: قنسرين, Qinnasrīn) fou una antiga vila i circumscripció militar de Síria, a 30 km al sud-est d'Alep. El seu nom és d'origen arameu (Kenneshrin) format per kinna (niu) i nasrin (de les àligues). Al talmud babiloni s'esmenta com a Kannishrayya. Ha estat identificada com el lloc de la Calcis de Síria o Calcis de Belos (el Belos era el riu d'aquest nom, ara anomenat Quwayq, que passa per Alep i es perd a les maresmes d'al-Matkh, més al sud). En llatí era Chalcis ad Belum i la situació al riu la distingia de la Chalcis sub Libanum al Líban. A l'edat mitjana s'anomenà a Europa com a Canestrina. Actualment el poble que hi ha al lloc s'anomena Al-Iss. Hi va haver una ciutat amb aquest nom, i un districte militar o jund. L'antic monestir siríac de Qinnasrin, fundat vers el 530 per Joan bar Aphthonia, es troba a la riba de l'Eufrates, prop de l'antiga Dura Europos.

## La ciutat
Aquesta graella és una representació esquemàtica de l'ocupació dels llocs, les dates són aproximades.
L'objectiu de la recerca és validar la hipòtesi de la formació de les noves viles després de la conquesta àrab a l'entorn dels campaments dels nouvinguts en vies de sedentarització. El campament de tenda va esdevenir a poc a poc una vila permanent. La destrucció de Calcis hauria portat els àrabs a instal·lar-se una mica més lluny, a l'emplaçament d'Hadhir. La vila nascuda d'aquest campament va esdevenir capital regional a causa de la destrucció d'Alep, que reprendrà més tard la supremacia a la zona.

## Història
Seleuc I Nicàtor la va fundar amb el nom de Calcis ad Belum i formava una zona de frontera amb els àrabs. L'any 41 l'emperador Claudi va donar la regió a Herodes Pòlio, germà d'Herodes Agripa I. A la seva mort el 48 va passar al jove Herodes Agripa II i el 52 li foren donades Batanea, Traconítida, Abilene (Síria) i altres districtes; i Calcis fou cedit a Aristòbul, fill d'Herodes Pòlio. Després del 73 el districte fou incorporat a la província de Síria.
Al segle iv era un centre comercial i mercat agrícola. Sota l'Imperi Romà d'Orient fou una posició frontera amb certa importància estratègica. Fou atacada pels perses al final del segle vi i a l'inici del VII. Kinnasrin oposà una certa resistència als àrabs musulmans, tot i que la guarnició estava formada per reclutes locals; Abu Ubayda la va ocupar finalment l'agost/setembre del 638. Yazid I va fer demolir les muralles i van instal·lar a la ciutat un comandament militar, que ràpidament fou capital regional aprofitant l'eclipsi temporal d'Alep. El 718, el califa Sulayman ibn Abd-al-Malik va morir d'una indigestió a Kinnasrin.
Fins al segle x no s'esmenta cap fet d'importància en relació amb la ciutat. El 945 pertanyia als hamdànides i Sayf al-Dawla hi va ser derrotat pels ikhxídides d'Egipte (a la primavera). Amb els hamdànides Kinnasrin començà a declinar a favor d'Alep. A la segona meitat del segle x era un punt de fricció entre romans d'Orient i hamdànides; els 963, en acostar-se els grecs, els habitants van fugir. El 966 Nicèfor Focas avançà contra Alep i Sayf al-Dawla es va retirar cap a Kinnasrin; com que no la podia defensar, la va desmantellar i quan els romans d'Orient van arribar van cremar la mesquita i la van saquejar. La població es va repartir i una part s'instal·là a l'est de l'Eufrates i l'altra part es va establir a Alep; poc després la ciutat fou arranjada i repoblada. El 998 fou destruïda altre cop pels romans d'Orient i novament reconstruïda. Els grecs la van devastar per tercera vegada el 1030 i quan hi passà el geògraf Nasir i-Khusraw, el gener de 1047, era un pobre llogaret, i la població no fou reconstruïda fins al final del segle per Sulayman ibn Kutalmish (o Ibn Kutlumush 1077-1086), el de Rum, però fou destruïda pel seu rival Tadj al-Dawla Tútuix I, el seljúcida de Síria, i quedà deshabitada o quasi. Durant les croades va tenir un paper secundari i fou poc poblada.
L'abril o maig de 1119 Ilghazi I s'hi instal·là i la va convertir en una base per atacar Harin, el Rudj i el Djabal Summak. Dhàhir-ad-Din Tughtikín de Damasc i Ak Sunkur I van atacar Alep i l'emir local, Sawar (que governava en nom de Zengi) convertí Kinnasrin en la seva base d'operacions. El comte occità Ponç de Trípoli assetjà la població el 1134/1135, però Zengi, venint d'Homs, la va poder salvar. Al final del segle xii el viatger Ibn Jubayr diu que estava abandona i en ruïnes. A partir d'aquest segle ja no s'esmenta com a població i l'únic important de la ciutat era el seu khan (caravanserrall), important per les caravanes que es dirigien cap a Alep, al sud, o cap al-Atharib, a l'oest. En un turó proper (Tell Nabi Is) es fan peregrinacions a una tomba atribuïda a un profeta de nom Sàlih (en realitat la tomba és de l'emir Àlih ibn Abd-Al·lah ibn al-Abbàs). Sota els otomans va restar com un pobre llogaret que duia el nom d'Eski Haleb. Modernament ha recuperat el nom tradicional.

## Eljund
Tribus àrabs ja estaven assentades a l'est del territori al segle v. Al segle vi hi va haver diversos combats, i en destaca la victòria prop de les fonts del riu Udhayya del ghassànida al-Hàrith sobre el làkhmida al-Mundhir d'al-Hira. Amb la conquesta musulmana Síria fou dividida en quatre ajnad (singular jund): al-Urdunn, Filistin, Damasc i Hims. Més tard Muàwiya I o el seu fill i successor Yazid I van crear un cinquè jund, el de Qinnasrin. At-Tabarí diu que Muàwiya hi va instal·lar refugiats de Bàssora i Kufa, mentre que al-Baladhurí i Yaqut diuen que Yazid separà aquest districte del d'Hims. El jund era entre el Jàbal Zàwiya al sud, el Jàbal Barixa a l'oest; el Jàbal Saman al nord i la plana de Marj Dabik, i les salines de Jabbul a l'est.
Amb les conquestes abbàssides el jund s'estengué cap al nord i hi foren incloses: al nord Kurus, Tizin, Duluk; al nord-oest Ayntab i Qàlat ar-Rum; al sud incloïa els districtes de Maarat Misrin i Maarat an-Numan, el d'Hamat i el territori de Sarmin. A sota, Harun ar-Raixid li va segregar a l'oest el territori entre Antioquia de l'Orontes i (cap a l'est) fins a Alep i Manbidj i diversos districtes al nord que van formar part dels territoris dels Awasim, quedant limitat als territoris d'Alep cap al sud. Tot i perdre importància militar, conservà importància econòmica i pagava al segle ix 350.00 dinars (el de Damasc 120.000) i al segle x, 400.000 dinars (Damasc 370.000). El jund limitava a l'oest amb la costa d'Antioquia a Bayas; al nord amb Marash i els Awasim; a l'est l'Eufrates (de Sumaysat a Balis) i al sud la regió d'Hamat amb Shayzar i Rafaniya (regió que es disputaven Homs i Kinnasrin).
El 961 la regió fou atacada per Nicèfor Focas; i hi va tornar dos anys més tard (963). Els romans d'Orient la van atacar diverses vegades (966, 998, 1030) deixant la zona assolada. Els Awasim van desaparèixer i Antioquia fou annexionada a l'Imperi Romà d'Orient. Al segle següent passà als seljúcides que es van ocupar molt poc de la zona, que ja estava en decadència. Els francs del Principat d'Antioquia el 1102 van reclamar tribut a la regió. El 1137 Folc de Jerusalem i tropes d'Antioquia van atacar la regió i van imposar una treva i el pagament de tribut a l'emir Sawar que governava a Alep per compte de Zengi. Els àrabs van recuperar les terres en mans dels francs al segle xiii.
Tot i que el nom de província i districte de Kinnasrin es va mantenir en la memòria (encara s'esmenta al segle xviii) des del segle x Alep va recuperar la primacia regional. Sota els otomans el jund restà dins la liwa d'Halab (Alep).

## Arqueologia
Les recerques arqueològiques del lloc d'Hadhir Quinnasrin corresponen a dos indrets separats uns 4 km a un i altre costat del riu Quwayk:
- Chalcis / Al-Iss[2]
- Al-Hâdhir / Qinnasrin[3]

El primer lloc ha estat molt poc excavat i el segon s'ha excavat fa relativament poc de temps, des de 1997, per un equip dirigit per Marianne Barrucand (Universitat de París IV), amb cooperació amb Donald Whitcomb (Institut Oriental de la Universitat de Chicago) i Clauss-Peter Haase (Museu d'Art i d'Historia de Berlín). És difícil excavar, ja que la zona està habitada i al-Hadhir és una població d'uns 25.000 habitants.